# The Game Tour
The Game Tour bylo koncertní turné britské rockové skupiny Queen. Probíhalo v letech 1980–1981 a sloužilo k propagaci alba The Game
Toto turné zahrnovalo první vystoupení Queen v Jižní Americe. V Buenos Aires se na koncert Queen dostavilo kolem 300 000 lidí. V brazilském São Paulu Queen odehráli dvě vystoupení a návštěvnost dosáhla 131 000 a 120 000 lidí. The Game Tour se také stalo jediným turné, v rámci kterého Queen odehráli koncert ve Venezuele, kde měli odehrát 5 koncertů v hlavním městě Caracas. Po třetím vystoupení dne 27. září však venezuelská vláda vyhlásila 8 denní státní smutek kvůli smrti bývalého prezidenta Romula Betancourta. Zbývající dva koncerty byly zrušeny a lístky byly vráceny více než 50 000 lidem.

## Setlist
Toto je obvyklý setlist, seznam písní, které byly hrány na koncertech v rámci The Game Tour. Tento setlist reprezentuje koncert v New Yorku – na jednotlivých koncertech se seznam písní mohl mírně lišit: 

Queen v Argentině s fotbalistou Diegem Maradonou v roce 1981

1. Intro
2. „Jailhouse Rock“
3. „We Will Rock You“
4. „Let Me Entertain You“
5. „Play the Game“
6. „Mustapha“
7. „Death On Two Legs“
8. „Killer Queen“
9. „I'm in Love with My Car“
10. „Get Down, Make Love“
11. „You're My Best Friend“
12. „Save Me“
13. „Now I'm Here“
14. „Dragon Attack“
15. „Now I'm Here“
16. „Fat Bottomed Girls“
17. „Love of My Life“
18. „Keep Yourself Alive“
19. sólo na bicí
20. kytarové sólo
21. „Brighton Rock“
22. „Crazy Little Thing Called Love“
23. „Bohemian Rhapsody“
24. „Tie Your Mother Down“
Přídavek
25. „Another One Bites the Dust“
26. „Sheer Heart Attack“
Přídavek
27. „We Will Rock You“
28. „We Are the Champions“
29. „God Save the Queen“

## Složení kapely
- Freddie Mercury – hlavní zpěv, klavír, akustická kytara, tamburína
- Brian May – elektrická kytara, doprovodné vokály, klavír
- Roger Taylor – bicí, hlavní zpěv, doprovodné vokály
- John Deacon – basová kytara, doprovodné vokály